# Галоформная реакция
Галоформная реакция — химическая реакция в которой путём исчерпывающего галогенирования метилкетонов (молекулы содержащие R-CO-CH3 группу) в присутствии основания образуется галоформ (CHX3, где X — галоген). R может быть водородом, алкилом или арилом. По этой реакции можно получать CHCl3, CHBr3, CHI3.
Субстратами, вступающими в галоформную реакцию, являются метилкетоны и вторичные спирты, окисляющиеся до метилкетонов, такие как изопропанол. В качестве галогена могут быть использованы хлор, бром и иод. Фтороформ не может быть получен из метилкетона по галоформной реакции ввиду нестабильности гипофторита, но соединения типа RCOCF3 расщепляются основаниями с образованием фтороформа.

## Механизм
В первой стадии галоген диспропорционирует в присутствии гидроксид-ионов с образованием галогенид-ионов и гипогалогенит-ионов (в примере указан бром, но все структуры в случае хлора или иода аналогичны):
Если присутствует вторичный спирт, то он окисляется гипогалогенит-ионами до кетона:
Если присутствует метилкетон, то он реагирует с гипогалогенит-ионами в три стадии:
(1) В основной среде кетон претерпевает кето-енольную таутомерию. Гипогалогенит (содержащий галоген в степени окисления +1) электрофильно атакует енол.
(2) Когда α-положение полностью галогенировано, происходит нуклеофильное замещение гидроксид-ионом с отщеплением группы тригалогенметил-иона −CX3, которая стабилизируется тремя электроно-акцепторными группами. На последней стадии анион −CX3 отщепляет протон от образующейся карбоновой кислоты или от растворителя, и образует галоформ.

| Haloform startAnimGif |
| анимация              |

## Применение
Эта реакция традиционно используется для определения присутствия метилкетонов или вторичных спиртов, окисляющихся до метилкетонов, по иодоформной пробе. В настоящее время спектроскопические методы анализа, такие как ЯМР и инфракрасная спектроскопия предпочтительнее, потому для них требуются небольшие образцы и они могут быть неразрушающими (для ЯМР), а также простыми и быстрыми.
Ранее эта реакция использовалась для промышленного получение иодоформа, бромоформа, а иногда и хлороформа.
В органической химии она используется для превращения терминальных метилкетонов в соответствующие карбоновые кислоты.

## Иодоформная проба

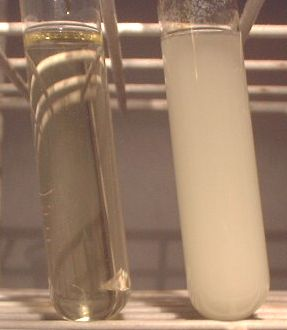
Отрицательная и положительная иодоформные пробы

Когда в качестве реагентов используются иод и гидроксид натрия, при положительной реакции образуется иодоформ. Иодоформ (CHI3) — светло-желтое вещество, твердое при комнатной температуре, в отличие от хлороформа и бромоформа. Он нерастворим в воде и обладает антисептическими свойствами. Видимый осадок этого соединения будет образовываться только в присутствии метилкетонов, уксусного альдегида, этанола или подходящего вторичного спирта.

## История
Галоформная реакция является одной из старейших известных органических реакций. В 1822 Серулла провел реакцию иода и этанола в присутствии гидроксида натрия в воде и получил иодоформ, названный тогда гидроиодид углерода. В 1831 Юстус фон Либих сообщил что реакция хлораля с гидроксидом кальция приводит к образованию хлороформа и формиата кальция. В 1870 году эта реакция была переоткрыта Адольфом Либеном.